# Der siebente Kontinent
Der siebente Kontinent ist ein Spielfilm des Regisseurs Michael Haneke, dessen Premiere am 20. Mai 1989 auf den Filmfestspielen in Cannes stattfand. Es handelt sich um Hanekes ersten Kinofilm. Er wurde auch als Bestandteil der DVD-Edition Der österreichische Film veröffentlicht.

## Inhalt und Handlung
Georg ist Techniker in einem anonymen, nicht näher beschriebenen Unternehmen, seine Frau Anna führt zusammen mit ihrem Bruder Alexander ein Optikfachgeschäft, Tochter Eva besucht die Pflichtschule. Die Familie ist umgeben von einer städtischen bürgerlichen Umgebung, geprägt von Alltagsroutine. Das Kernthema des Filmes ist es, Gefühle von Nervosität, Leere und Isolation von Menschen in einer westlichen Wohlstandsgesellschaft zu thematisieren. Irgendwann beschließt die Familie, ihre Existenzgrundlage und sich selbst zu zerstören.
Der Film ist unterteilt in drei Abschnitte, stellvertretend für jeweils ein Jahr. In den ersten beiden Teilen wird ein mustergültiger Tag mit seinen ganz gewöhnlichen Handlungen dargestellt: 1987 und 1988. Die einzige Kommunikation nach außen, welche über den gewöhnlichen sozialen Umgang mit anderen Menschen hinausgeht, sind Briefe an die Eltern von Georg, welche von Anna geschrieben und im Film von einer unterlegten Stimme gelesen werden. Diese Briefe teilen berufliche Erfolge in einer leblosen, gehoben phrasenhaften Eloquenz mit und werden Georgs Arbeitsalltag in den Mustertagen der Jahre 1987 und 1988 dramaturgisch vorangestellt. Über weite Strecken bestehen die Inhalte fast nur aus alltäglichen Handlungen. Es erfolgt ein Fokus auf Dinge und Bewegungsmuster, die Menschen selbst spielen keine besondere Rolle.
Am Beginn des dritten Abschnittes fährt die Familie von einem Besuch bei Georgs Eltern nach Hause. Dieses Mal schreibt Georg selbst einen Brief, erklärt in nüchternen Worten, gemeinsam mit Anna die Entscheidung getroffen zu haben, die Zelte abzubrechen. Zur Außenwelt erfolgt eine Bereinigung und Abkapselung: Das Zeitungsabo wird abbestellt, Georg kündigt seinen Arbeitsplatz, Anna steigt aus dem Optikfachgeschäft aus, Geldanlagen und Bankkonto werden aufgelöst und das Auto verkauft (jedoch nicht ohne vorher in der Waschanlage gereinigt worden zu sein). Der letzte planmäßige Kontakt mit der Umwelt ist eine umfangreiche Lieferung von bestellten Nahrungs- und Genussmitteln durch einen Partyservice. Beim Telefonanschluss wird nach einem ungebetenen Anruf der Hörer abgenommen, um eine Erreichbarkeit auszuschließen.
Am nächsten Morgen beginnt Georg mit systematischem Ansatz, das gesamte Inventar des Hauses zu zerstören, zur gleichen Zeit nimmt Anna ihre Rolle als Hausfrau ein und bereitet das Frühstück zu. Nach dem unerwarteten Besuch des Entstörungsdienstes der Post- und Telegraphenverwaltung wird der Hörer des Telefons wieder aufgelegt, jedoch der Klingelmechanismus mit einem Papierbausch unterbunden, und auf die gleiche Weise wird bei der Klingel der Haustüre verfahren. Nach dieser unerwünschten Unterbrechung wird sämtliches im Haushalt befindliche Bargeld zerrissen und die Toilette hinuntergespült. Nach einem gemeinsamen Abend vor dem Fernsehgerät erfolgt in der folgenden Nacht die tödliche Vergiftung mit einer sukzessiv angehäuften Menge des Medikaments mit der Bezeichnung Noctenal. Zuerst stirbt Eva, dann Anna und als Letzter Georg, der die Namen mit Datum und Uhrzeit des Todes an eine Wand schreibt. Jener Brief an seine Eltern ist sorgfältig an die Innenseite der Haustüre geklebt.
Nach Ende des Films folgt ein Text, wonach Georgs Eltern die Selbstmordbezeugung nicht glauben wollten und die Polizei wegen des Verdachts auf Mord zu Ermittlungen aufforderten. Der Fall blieb ungeklärt.

## Analyse
Der Titel Der siebente Kontinent steht als Sinnbild für einen imaginären Ort der Isolation, an welchen sich die Familie sehnt. Für das dafür symbolische Sinnbild steht ein sandiger Meeresstrand mit Wellengang und einer Felsformation auf der anderen Seite, wodurch rein aus den Naturgesetzen ein Widerspruch zwischen Felsen und Wellengang entsteht. Das Sehnsuchtsbild dieses Ortes erscheint in den ersten beiden Abschnitten sowie als letztes Bild Georgs; gleichzeitig ist es auch das letzte bewegte Bild im Film selbst.
In einem auf der DVD beigegebenen Interview erklärt der Regisseur und Drehbuchautor Michael Haneke, er sei zu diesem Film von einer Zeitungsmeldung inspiriert worden, wonach eine Familie in einer ähnlichen Art und Weise eine Selbsttötung vornahm.
Wichtige Themen dieses Filmes tauchen in Hanekes späteren Filmen in immer wieder anderen Variationen auf. Der siebente Kontinent ist der erste Teil der Trilogie über die emotionale Vergletscherung der postindustriellen Konsumgesellschaft. Den zweiten Teil bildet Benny’s Video, den dritten 71 Fragmente einer Chronologie des Zufalls.

## Auszeichnungen
- 1989: Bronzener Leopard beim Internationalen Filmfestival in Locarno